# 寺山城
寺山城（てらやまじょう）は、栃木県矢板市大字長井小字武者嶽にある古代のチャシ。

## 概要
寺山城は、寺山観音寺の裏手の山の中にあり、当地には山頂を人工的に平らに整地した遺構がある。矢板市刊行の遺跡地図では、当地を戦国時代の遺構と紹介しているが、当地には、戦国時代の城跡を示すような遺構はなく、また、同じ矢板市の刊行物である「やいたの伝説(後編)」では、「古代人のシャシ(チャシ)」と紹介しており、これならば、該当するような遺構があるため、戦国時代の城跡とした遺跡地図の記述は、編纂上の誤記であると思われる。
古代のチャシは、古代人の信仰祭祀の場所であり、山頂に築かれることが多く、中には堀が掘られたものもあるため、軍事的な機能、つまり副次的に城として利用されたのではないかとする説があるが、それは諸説の中で有力とされているだけであって、古代のチャシを本当に城跡として見て良いかは、今後も検討が必要である。したがって、当地の「寺山城」という名称も、通称として考えるべきであり、確定的に城跡を示す名称ではないことを留意しておく必要がある。

## 武者嶽の戦い
寺山観音寺の縁起には、寺山城がある武者嶽について、次のような伝承が残っている。
| 「 | 白河院七十二代永保二辛酉年川崎城主堀江左衛門尉源頼方公御時、当山エ陣取リ御引コモリナサレ候所、那須佐竹両分ニテセメノボリ候エ共、寺ヨリ西二山アリ、此山二身方多ク武者相見エ候故、両勢コレヲヲソレ引退テ申候ヨシ、是観音御ケンソク二十八部衆御加勢ナサレ候、誠二観音妙智力之御方便也、此山ヲ今ニ至テ武者嶽ト名(ヅ)ケ申候事。 | 」 |

白河天皇の時代に、当地を支配していた堀江頼方(塩谷惟純)が当地に陣を張り、那須氏と佐竹氏が連合して攻めてきたが、武者嶽の立ち木が多くの軍勢に見え、これを恐れた那須佐竹の連合軍は兵を引き上げ、これを寺山観音の加護とする内容の記述であり、これを武者嶽の戦いと言うが、しかし、この伝承自体は架空のものである。まず、永保2年(1082年)は壬戌年であり、辛酉年は永保元年(1081年)である。また、この時代、川崎城は築城されていなければ、堀江氏(源姓塩谷氏)の塩谷郡支配も始まっていなければ、氏姓が創始すらされていない。それは、攻めてきたとされる那須氏と佐竹氏も同じで、まだ氏姓が発祥すらしていない時代である。つまり、その時代には、絶対にありえないシチュエーションである。
しかし、この「永保二年の辛酉年」の記述については、「永治元年の辛酉年(1141年)」の間違いであるとする説があり、これならば、堀江頼方の時代とも符合する。ただ、寺山観音寺縁起の年代の記述には誤りが多く、この武者が嶽の戦いの出来事を白河院七十二代の時の事とする一方で、頼方の父である堀江頼純が討ち死にした出来事を後伏見院九十二代の時の事とするなど、明らかな時代錯誤があり、年代が誤って伝わった可能性が高いとは言え、この説は、この点を大きな拠り所としており、そのほかに有力な根拠があるわけではない。それでも、当地が古戦場である可能性は充分あり、この伝承は無視することが出来ないものとなっている。